# Chaetocalyx chacoensis
Chaetocalyx chacoensis är en ärtväxtart som beskrevs av Vanni. Chaetocalyx chacoensis ingår i släktet Chaetocalyx och familjen ärtväxter. Inga underarter finns listade i Catalogue of Life.